# Pixee Fox
Pixee Fox, född Martina Bartholf 1990 i Gävle, är en svensk fotomodell. Hon blev mycket uppmärksammad år 2016 för sina extrema kroppsmodifierande operationer, där hon bland annat blev först i världen att operera bort sex revben. Hon har totalt genomgått 19 så kallade kroppsmodifikationer. Fox har medverkat i flera TV-program som Malou efter Tio på TV4 där hon blev intervjuad av Malou von Sivers, The Doctors och Botched i amerikansk TV och Outsiders på Kanal 5. När hon medverkade i ett avsnitt av den amerikanska serien Botched vägrade kirurgerna Paul Nassif och Terry Dubrow att operera henne på grund av hennes tidigare operationer.
Hon har tidigare jobbat som elektriker innan hon flyttade till Los Angeles, USA år 2010. Hon bor numera i North Carolina.